# Musée de la Vie wallonne
Le musée de la Vie wallonne a été fondé en 1913. C'est l'un des plus riches musées d'ethnologie de la Région wallonne, il est situé dans le cadre de l'ancien couvent des mineurs de Liège. Si ses collections rassemblent tout ce qui a fait et fait encore la vie en Wallonie, il offre, à travers son parcours, un regard original et complet sur ce que sont la Wallonie et ses habitants, du XIXe siècle à aujourd'hui. Un théâtre de marionnettes y donne vie à Tchantchès, à Charlemagne, à Nanesse, à Roland et aux personnages du répertoire traditionnel liégeois.

## Histoire du musée

### Genèse du musée de la Vie wallonne
L'idée de conserver les usages traditionnels de la Wallonie dans un musée remonte à la fin du XIXe siècle. C'est l'exposition d'ethnographie congolaise, organisée au Conservatoire de Liège en 1891 qui fait prendre conscience à plusieurs érudits liégeois, parmi lesquels Eugène Monseur, de l'urgence de sauvegarder et d'exposer des savoir-faire et des objets menacés de disparition. Un premier projet aboutit lors de la création du musée du Vieux-Liège en 1894 mais, faute de soutiens matériel et populaire, il disparaît rapidement.
Le souhait d'établir un musée wallon persiste dans l'esprit des militants wallons et la question est à l'ordre du jour du Congrès wallon de 1905. Bientôt, plusieurs sociétés partagent ce souhait et aident à son aboutissement. En 1909, la Société de langue et de littérature wallonnes exprime son désir de réunir tous les objets relatifs à la vie en Wallonie, en vue d'assurer l'exactitude des définitions données aux mots et de faciliter l'illustration des publications linguistiques.
En 1913, c'est finalement grâce, notamment, à cette Société de langue et de littérature wallonnes, à l'Institut archéologique liégeois et à la Société d'art et d'histoire du diocèse de Liège que les statuts du musée de la Vie wallonne sont rédigés puis adoptés en mars 1913. La première équipe exécutive est constituée de Joseph-Maurice Remouchamps, premier directeur, Jean Haust, premier président, et Henri Simon, premier conservateur, et le projet est publié dans Un appel aux Wallons : pour un musée de la Vie wallonne.
La ville de Liège prend en charge les frais techniques et matériels liés au fonctionnement du musée et offre une installation provisoire dans les locaux du palais Curtius.

### Premières années: établissement des bases scientifiques (1913-1939)
La méthode scientifique du musée de la Vie wallonne a fait sa réputation en Belgique et internationalement. C'est surtout parce qu'elle avait comme objectif premier d'être un centre d'étude et de recherche, où les nombreux documents et collections étaient mis à la disposition des chercheurs. Le souhait d'organiser une exposition temporaire n'apparut que plus tard, une fois la collection bien documentée.

#### La constitution des premières collections
Dès les débuts, le musée se fixe comme objectif de « réunir et de conserver des objets, des reproductions d'objets, des livres et des documents présentant quelque intérêt au point de vue de l'ethnographie, du folklore, des mœurs, des arts et métiers ou du vocabulaire de la Wallonie. » Des appels aux dons sont lancés et les objets reçus sont minutieusement référencés et entreposés dans les annexes du palais Curtius, en Féronstrée, à Liège. On s'y intéresse tout particulièrement aux dénominations wallonnes. Des questionnaires d'enquêtes sur les thèmes les plus divers sont envoyés à travers toute la Wallonie et permettent d'accumuler une documentation scientifique de première main.
Le musée peut s'appuyer sur le soutien des membres de la Société de langue et de littérature wallonnes, et plus précisément ceux qui travaillent à l'établissement d'un dictionnaire général de la langue wallonne. Il peut également compter sur l'aide des correspondants de cette même société, nombreux et issus de toute la Wallonie.

#### La mise en place d'un système de référencement efficace
Étant donné l'étendue des thématiques envisagées, la première équipe doit faire face à un obstacle de taille : établir un système de classement performant et complet. Ce catalogue systématique est mis en place à partir du classement d'Eduard Hoffmann-Krayer (de), conservateur des archives suisses des traditions populaires. Le classement est régulièrement adapté et actualisé en fonction des pièces acquises par le musée.
Parallèlement, chaque document est enregistré au sein des registres et renseigné par des fiches signalétiques à multiples entrées.

#### Le recours aux techniques les plus modernes et l'élaboration d'un service des enquêtes
Pour documenter au mieux les objets et les documents collectés, le musée décide de réaliser des enregistrements sonores, puis bientôt des réalisations photographiques et cinématographiques. Les premiers enregistrements datent de 1913-1914, tandis que les premiers films documentaires sont réalisés dès 1920. Ces documents constituent aujourd'hui des ressources particulièrement rares et précieuses.
Dès les années 1920, un service d'enquêtes ethnographiques est mis sur pied pour aller, avec le matériel photographique et cinématographique, saisir les usages en voie de disparition à travers toute la Wallonie. Les équipes (entre deux et six personnes) multiplient les voies d'accès à la matière : prise de notes, croquis, photographies et films, ce qui permet un maximum d'objectivité et d'exhaustivité.

#### Un musée ancré dans la société contemporaine
D'emblée, l'équipe souhaite diffuser le résultat de ses collectes via une revue les Enquêtes du musée de la Vie wallonne, qui paraît régulièrement dès 1924. Les équipes techniques et scientifiques participent à des publications prestigieuses comme le Dictionnaire liégeois de Jean Haust. En 1930, trois salles publiques sont inaugurées dans le bâtiment de Féronstrée. Des visites sont proposées régulièrement dès 1934. Des projections des films d'enquêtes ou des causeries sont régulièrement proposées au public.
À une époque où les bâtiments historiques ne sont pas souvent classés, et puisqu'un des buts du musée est la collecte des témoignages du passé ou susceptibles de disparaître, le musée est souvent appelé à défendre des sites et des bâtiments menacés de destruction par les évolutions urbanistiques, comme lors de la destruction du quartier de la Goffe à Liège ou pour la sauvegarde du moulin de Mauvinage à Silly.
C'est une démarche similaire qui pousse le Musée à installer un théâtre de marionnettes liégeoises en son sein. Ce genre, particulièrement vivace à Liège, était menacé de disparition. Le directeur du musée engage donc deux montreurs pour perpétuer le répertoire traditionnel et proposer des spectacles réguliers.
En 1930, le Musée est à la base des souscriptions publiques pour la réalisation des bas-reliefs de la fontaine de la Tradition, sur la place du Marché. D'autres projets plus ambitieux, comme la réalisation d'un beffroi à Liège, n'aboutissent pas.
En 1934, l'équipe du musée, en collaboration avec l'université de Liège, imagine même la création d'une école d'ethnographie visant à former de nouveaux collaborateurs scientifiques. Même si les programmes sont établis et les professeurs choisis (Jean Haust, Élisée Legros, Louis Remacle…), le projet avortera faute de budgets.

### Un musée qui s'émancipe et se tourne vers le public (1940-1970)
L'année 1939 apporte de multiples difficultés au musée. La mort de Joseph-Maurice Remouchamps, premier directeur du musée, et celle d'Henri Simon, premier conservateur, auraient pu ébranler les fondements. Mais une équipe plus jeune a déjà pris part active aux enquêtes et à l'inventaire des collections. C'est Édouard Remouchamps, fils du défunt directeur, qui reprend la direction. La mort de Jean Haust en 1946, elle non plus, ne met pas fin aux activités scientifiques. Ce sont ses assistants Louis Remacle, Maurice Piron et surtout Élisée Legros qui assurent le relais.

#### L'accroissement des collections et l'organisation des réserves
Au cours de la Seconde Guerre mondiale, le musée est conscient de vivre un moment historique et est attentif à en sauvegarder chaque élément. Des campagnes de collecte de documents contemporains sont lancées dès la libération afin de s'assurer la conservation des journaux clandestins, des objets de l'occupation ou de documents divers.
Les thèmes de recherche, autrefois surtout centrés sur le folklore et la vie rurale, s'étendent à la vie matérielle, familiale, sociale, intellectuelle, religieuse, artistique et politique.
Le manque de place se fait de plus en plus pressant et les recherches se multiplient. Des possibilités avaient déjà été envisagées avant-guerre du côté du Vertbois. C'est finalement vers l'ancien couvent des mineurs de Liège que la ville et le musée s'orientent. Les travaux d'aménagement prendront des années et l'ensemble des services ne pourra s'installer cour des Mineurs avant 1972.
Le musée acquiert les collections du musée de la Paille de Roclenge-sur-Geer qui, après avoir été exposées séparément, intègrent les collections.

#### Le maintien d'une haute qualité scientifique
Suivant l'exemple des fondateurs, l'équipe qui reprend les rênes du musée aux côtés d'Édouard Remouchamps souhaite conserver la réputation d'institution scientifique acquise rapidement par le musée. Une sorte de mécénat intellectuel se maintient avec l'investissement de Maurice Piron, Louis Remacle, Élisée Legros, Maurice Arnould, Jean Lejeune, Roger Pinon ou de Jean Servais.
Cette équipe multiplie les publications scientifiques dans les collections d'études, et les articles dans le Bulletin des enquêtes, qu'ils coordonnent.
Ils apportent également leur caution aux expositions et aux catalogues, ils accompagnent le travail quotidien du personnel engagé au musée.
Par ailleurs, ils associent le musée à l'élaboration de manifestations de renommée internationale, comme le Festival et congrès de la marionnette moderne et traditionnelle en 1958.

#### Un statut juridique plus clair
Dès 1958, un établissement d'utilité publique est fondé dans le but de rassembler une documentation aussi complète que possible sur la manière de vivre des Wallons et de la présenter. La constitution de cet établissement d'utilité publique, devenu fondation d'utilité publique dès 2002, garantit l'affectation du patrimoine accumulé à un but désintéressé : l'étude de cette documentation et sa présentation à un public, dans un souci pédagogique et culturel.

#### L'attention portée au visiteur
Dans le courant des années 1950, le visiteur devient l'objet des attentions de l'équipe. Un service éducatif voit le jour en 1955 pour encourager les fréquentations du musée. Dès ce moment, des visites thématiques et des nouvelles animations scolaires sont mises sur pied, des portefeuilles thématiques de documentation sont préparés. Des plaquettes didactiques sont produites pour les écoles : Les marionnettes liégeoises et Tchantchès (1965), Les terres cuites de Léopold Harzé (1966). Des séries d'images pour enfants sont éditées, des films sont réalisés pour les écoles : Une visite au musée de la Vie wallonne, Vieux métiers au musée de la Vie wallonne, Images de l'année folklorique.
En 1958, paraît le premier Guide du visiteur, réalisé par Élisée Legros et Joseph Dewez.
Une première exposition temporaire est proposée dans l'une des ailes de l'actuel musée. Elle présente les collections récemment acquises du musée de la Paille de Roclenge-sur-Geer. D'autres suivront avec Dessin et peintures des Van Marck en 1964 et Trois siècles de bois de Spa en 1967. Des catalogues thématiques sont rédigés (Cadrans solaires de Max Elskamp, Les terres cuites de Léopold Harzé).
Par ailleurs, les visiteurs ou les correspondants peuvent dorénavant prendre une part active dans la vie du musée, en s'engageant au sein de l'association nouvellement créée : Les amis du musée de la Vie wallonne. Dans un premier temps, celle-ci vise surtout à fidéliser et à solidariser plusieurs volontaires autour du but initial des fondateurs du musée de la Vie wallonne. Dès mars 1959, un trimestriel intitulé Chronique des amis du musée de la Vie wallonne est distribué aux membres de l'association et leur présente l'évolution des activités scientifiques et didactiques, certaines pièces maîtresses des collections ou encore des informations administratives concernant la gestion administrative du musée.

### La multiplication des expositions et des publications (1970-1990)

#### L'installation d'un nouveau parcours (1970-1972)
Le déménagement vers le couvent des mineurs de Liège est l'occasion d'une grande réflexion sur le parcours permanent. André Marchal, responsable du patrimoine au sein du ministère de la Culture, pousse le musée à s'adapter aux préceptes de la muséologie de l'époque. La présentation est fortement inspirée des idées de Georges Henri Rivière, en présentant notamment de nombreuses reconstitutions (ateliers, intérieurs anciens, etc.). Ce style fera école et inspirera des musées similaires à travers toute la Wallonie comme par exemple le musée archéologique d'Arlon, le musée de la céramique d'Andenne et le Préhistomuseum.
Le premier étage est inauguré en 1970 et le second l'est en 1972. La salle capitulaire, au rez-de-chaussée, est dédié à la présentation d'expositions temporaires qui viennent compléter les très riches collections présentées dans les étages.
L'équipe de cette époque est extrêmement dynamique et son professionnalisme est reconnu. C'est pour cette raison qu'en 1973, le musée se voit confier par la Société Cockerill-Sambre la gestion du musée du Fer et du Charbon, future maison de la métallurgie et de l'industrie. Ce musée, constituée en ASBL (association sans but lucratif), est toujours installé dans une aile de l'ancienne usine d'Espérance-Longdoz. Il conserve des témoignages extrêmement précieux de l'histoire de l'industrie métallurgique wallonne. Cette gestion durera jusqu'en 1989, et même au-delà puisque la fondation d'utilité publique est toujours membre de l'ASBL actuelle.

#### Des expositions et publications multiples
Dès l'installation au couvent des mineurs de Liège, et sans doute parce que de nombreux trésors ont été redécouverts lors des déménagements, des expositions sont organisées avec l'envie de partager avec le public la richesse des collections :
- Cycles et motocycles des origines à 1935 (1971) ;
- Potiers de chez nous (1972-1973) ;
- L'enfance en Wallonie (1973) ;
- Amour et mariage (1975) ;
- Parures et métiers de la femme au XIXe siècle (1977) ;
- La navigation en Wallonie (1978) ;
- Aspects de la révolution industrielle en Wallonie (1977-1978) ;
- La photographie en Wallonie. Des origines à 1940 (1979) ;
- Affiches de l'imprimerie Bénard (1980) ;
- Émile Mauhin, graveur sur verre (1980) ;
- L'affiche en Wallonie (1980) ;
- La caricature en Wallonie : 1789-1918 (1983) ;
- Tabac, miroir du temps (1985) ;
- La nuit et le sommeil (1987) ;
- Foires et forains en Wallonie (1989).

Les publications, elles aussi, sont de plus en plus nombreuses. Des collections voient le jour : la collection d'études publie Louis Remacle, Élisée Legros, Francis Pirotte et René Leboutte. Des livres de prestige, illustrés en couleurs, de grands formats, sont édités : L'art populaire en Wallonie (1970), Mélanges de folklore à la mémoire d'Élisée Legros (1973). Des plaquettes didactiques sont réalisées : une vingtaine d'ethnotextes issus des enquêtes de Marie-Thérèse Counet-Bettonville,

##### Des activités variées
À l'image de ce qui a été réalisé précédemment, le musée continue d'accueillir des manifestations internationales. C'est le cas du congrès international de musique populaire en 1975 et du colloque européen sur l'amour et le mariage, sous les auspices du Conseil de l'Europe et de l'UNESCO en 1976.

##### Des ambitions muséographiques rabotées, faute de moyens
Loin de se satisfaire du nouveau parcours, l'équipe du musée ambitionne de réaliser de nombreux projets didactiques et de nouvelles scénographies complémentaires. Une galerie de mine voit le jour au sous-sol mais les autres projets n'aboutiront pas complètement, faute de budgets : une siroperie dans les annexes de la cour arrière, un musée de jeux en plein air, une galerie d'extraction de terre plastique, un manège.
Les bâtiments de la rue Mère-Dieu, prévus pour l'accueil des plus grosses pièces, sont finalement attribués à d'autres services de la ville. Les possibilités de mettre sur pied des réserves accessibles sont donc anéanties.

#### Ouverture d'un centre de documentation au public (1981)

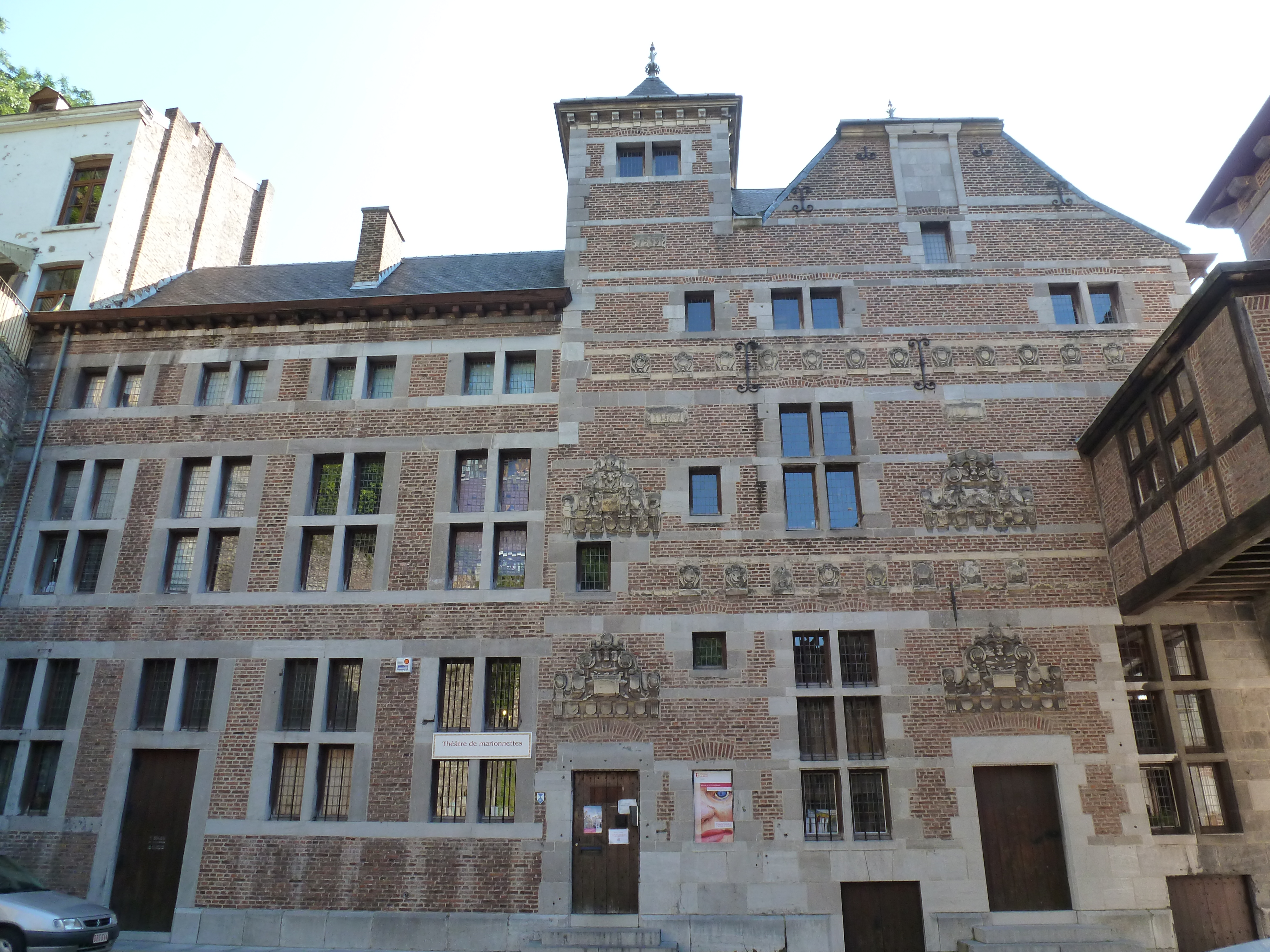
La maison Chamart abrite le centre de documentation, le théâtre de marionnettes ainsi qu'une partie des services scientifiques du musée.

L'équipe scientifique ne cesse de s'étoffer et les collaborations avec des professeurs et chercheurs d'université se multiplient. Nombreux sont les étudiants qui effectuent des recherches récurrentes au sein des archives, des archives multimédia ou de la bibliothèque. La consultation, jusque-là, se fait à la demande auprès du service éducatif en fonction de ses disponibilités, mais le bureau qui accueille les chercheurs est spartiate.
En 1980, pour répondre aux demandes des chercheurs, un centre de documentation est ouvert au rez-de-chaussée de la maison Chamart. Cette salle de lecture est ouverte plusieurs jours par semaine et du personnel est spécifiquement engagé pour guider le chercheur lambda, ou même un particulier, dans les vastes collections papier et photographiques. Progressivement, ce centre de documentation se charge également de la gestion des prêts aux expositions et des demandes de reproduction.

#### Les difficultés financières et le changement de gestionnaire du Musée
À la fin des années 1980, la ville de Liège est en faillite et cette faillite a des conséquences directes sur le fonctionnement du Musée. Les contrats des employés temporaires ne sont pas reconduits, les statutaires ne sont pas toujours payés, les frais de fonctionnement sont réduits à leur minimum. La plupart des conservateurs-adjoints ne sont pas reconduits ou démissionnent pour d'autres fonctions. Par conséquent, le programme de recherche et de publications est revu à la baisse, le service aux lecteurs, le théâtre de marionnettes ainsi que le service aux enquêtes ferment. Les animations sont réduites au minimum, les horaires d'ouverture sont réduits.
En 1989, la ville de Liège, la province de Liège et la fondation d'utilité publique qu'est le musée de la Vie wallonne s'accordent sur le changement de gestionnaire. C'est dorénavant la province qui est chargée du bon fonctionnement des parcours d'exposition et de la bonne conservation des pièces, qui restent la copropriété de la ville et de la fondation. Cette décision sera entérinée en 1992 par la signature d'un bail emphytéotique et le prêt des collections.

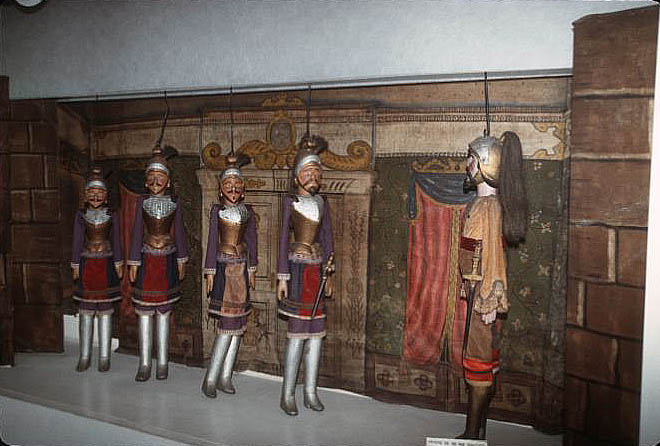
Marionnettes liégeoises traditionnelles

### La réorganisation du musée de la Vie wallonne (1990-2008)
Même si une partie du personnel antérieur a pu être engagé par la province, il faut un certain temps pour que le musée puisse s'adapter à un nouveau contexte institutionnel. Pour cette raison, la nouvelle équipe poursuit la politique culturelle centrée sur la valorisation des pièces de collections, en reprenant des thématiques similaires aux expositions des années 1980 et en poursuivant les animations, essentiellement ciblées vers les publics scolaires et familiaux.
Le centre de documentation ouvre à nouveau ses portes et une équipe scientifique et technique reprend la charge de la gestion et de la conservation des collections.
Le théâtre de marionnettes reprend ses activités et fait de nouveau le plein de spectateurs, à raison de deux séances publiques par semaine.

#### Expositions temporaires (1990-2005)
Comme préalablement, la salle capitulaire, puis l'église Saint-Antoine, sont le lieu de nombreuses expositions temporaires aux thèmes divers et variés. Certaines ont été conçues par les équipes scientifique et technique du musée. D'autres sont réalisées par d'autres services provinciaux (service des expositions, affaires culturelles...) ou proviennent d'autres musées.
- Le culte de Saint-Hubert au pays de Liège (1990) ;
- Imageries d'Épinal : images de chez nous (1992) ;
- La vie en émaillé (1993) ;
- Monde du jeu des enfants de la région Meuse-Rhin (1994) ;
- Le musée fait le Tour de France (1995), à l'occasion de son passage en Belgique ;
- Bals (1996)
- Porteurs : histoires de Wallonie et d'ailleurs (1997)
- Vive les vacances (1997) ;
- Le Grand Bazar de la Place Saint-Lambert à Liège (1997)
- Le centième anniversaire du Standard de Liège (1998) ;
- C'èst l'fièsse ! (1998)
- Quand on parle du loup (1999) ;
- Halloween - Passage (2001) ;
- Femmes entre silences et éclats (2003)
- La pipe fait un tabac (2003) ;
- Une journée en émaillés (2003)
- Gratia Dei : les chemins du Moyen Âge (2005)
- Le musée de la Vie wallonne part en voyage (2005)
- Séduction (2006)

#### Réorientation des missions du musée (2000-2004)
Mais au tournant du siècle, le musée semble avoir perdu son rapport avec la société contemporaine. Il offre une vision nostalgique d'un passé monoculturel révolu.
Pour cette raison, une réflexion est entamée sur le rôle et l'avenir du musée. C'est lors d'un colloque international organisé en 2001 que la fonction du musée s'oriente vers celle d'un musée de société et d'identité. Le musée devient un lieu de discussion, de réflexion où des idées sont échangées, où des propos engagés peuvent être tenus, où l'on porte un regard contemporain sur certaines thématiques.
Dans ce cadre, le parcours permanent est réduit et une réflexion est menée sur l'élaboration d'expositions temporaires de meilleure qualité et de plus grande envergure.
Le musée devient un lieu d'accueil pour tous les publics, avec l'aménagement de sanitaires, d'un restaurant et d'une boutique.
Enfin, le musée de la Vie wallonne propose de se poser en tête de réseau des musées locaux et communaux de la province de Liège en étant le lieu des réflexions professionnelles mais aussi en permettant, par la mise en dépôt et l'établissement de conventions, d'illustrer les parcours permanents à l'aide de certaines pièces de ses collections,.
Le musée prend pour modèle le musée de la civilisation de Québec.

#### Une rénovation en profondeur (2004-2008)
Le parcours des années 1970, s'il était particulièrement apprécié et s'il a fait des émules, avait le défaut d'être difficilement modulable. Malgré l'intérêt de son propos, après deux décennies, il parait déjà désuet et peu en phase avec la société.

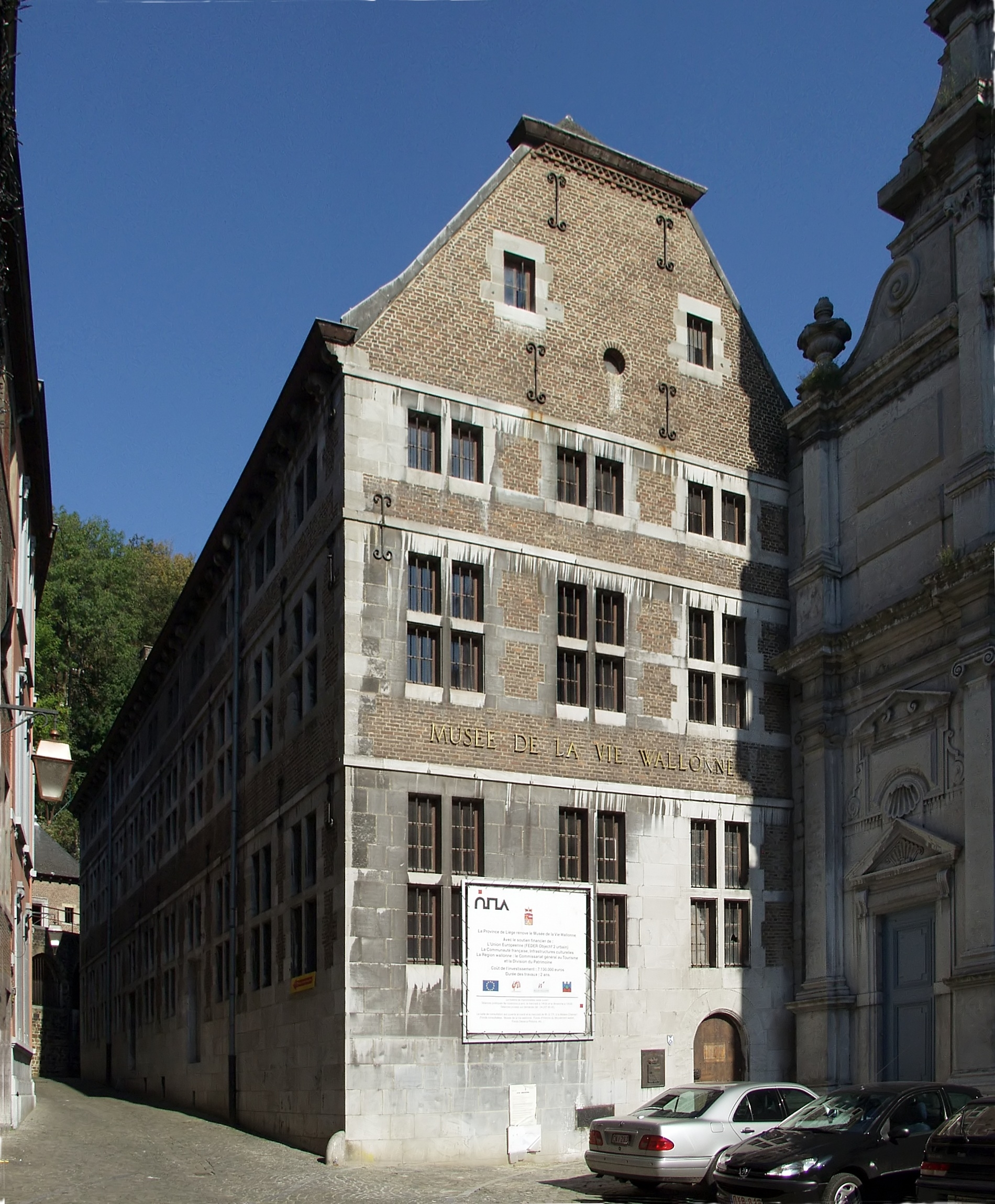
Entrée du musée en 2007, fermé pour cause de rénovation

Puisque le bâtiment est classé, les toitures, le cloître, les menuiseries extérieures sont rénovés à l'identique. À l'intérieur en revanche, les espaces sont ouverts et les salles sont plus aérées pour faciliter le passage des visiteurs et leur assurer un certain confort.
Un tout nouveau parcours est envisagé avec comme objectifs avoués de refléter la vie des Wallons du XIXe siècle à nos jours, d'en faire un repère identitaire pour les Wallons, mais aussi un outil de connaissance pour les autres. Le musée, avec sa nouvelle présentation, veut échapper à l'idée de folklore figeant les choses dans un passé idéalisé. Dorénavant, le musée n'est plus seulement là pour présenter une réalité, mais aussi pour la questionner et pousser la société à réfléchir sur elle-même.

#### Intégration de nouvelles collections
En 1992, la province avait acquis le Fonds Desarcy-Robyns, fait de photographies réalisées dans la région liégeoise entre 1939 et 1989. Celles-ci ont rapidement pu documenter bon nombre de publications et d'expositions temporaires.
Au cours des années 2000, vu le changement d'orientation thématique, il est nécessaire pour le musée d'ouvrir ses collections à des pièces contemporaines. Plusieurs appels sont lancés pour rassembler des objets et des archives postérieurs à 1950.
En 2001, la province acquiert la collection de Jean-Pierre de Jaegher, plus de quatre mille pièces d'instruments de communication (radios, télévisions, émetteurs, etc.)
En 2004 et 2005, la province de Liège obtient également la propriété de deux collections autrefois gérées par la ville de Liège : le Fonds d'histoire du Mouvement wallon et la bibliothèque des dialectes de Wallonie. Ces deux fonds, quoiqu'autrefois indépendants, envisagent des thématiques proches de celles des collections du musée.
Par manque de place, ils sont entreposés au sein des archives de la province de Liège à Ans, avant de pouvoir les intégrer physiquement dans un bâtiment commun avec l'ensemble des archives papier.

#### La résurrection du service des enquêtes (2005)
En 2005, le service des enquêtes, laissé en désuétude par manque de moyens, est remis sur pied. Le but premier est de pouvoir actualiser de nombreuses thématiques déjà documentées par les équipes précédentes. Mais plus encore, le service a souhaité rendre compte de problématiques qui n'avaient jamais été étudiées ou captées. Les thématiques sélectionnées cherchent à rendre compte des problématiques les plus contemporaines et les plus complexes de notre société multiculturelle.
Aujourd'hui, les enquêtes associent deux méthodes complémentaires : la prise de notes et d'images parfois complétée d'une collecte d'objets et de documents, et le recueil de témoignages sous forme d'entretiens avec des témoins privilégiés.
Des captations filmées d'événements historiques ou marquants sont également réalisées sur le terrain pour offrir un angle différent de celui des médias : destruction des tours de Droixhe ou des hauts fourneaux de Seraing, incendie de la Fagne, visites royales, cortèges folkloriques ou processions.

### Aujourd'hui
Le musée rouvre ses portes le 12 septembre 2008 après plus de quatre ans de travaux.

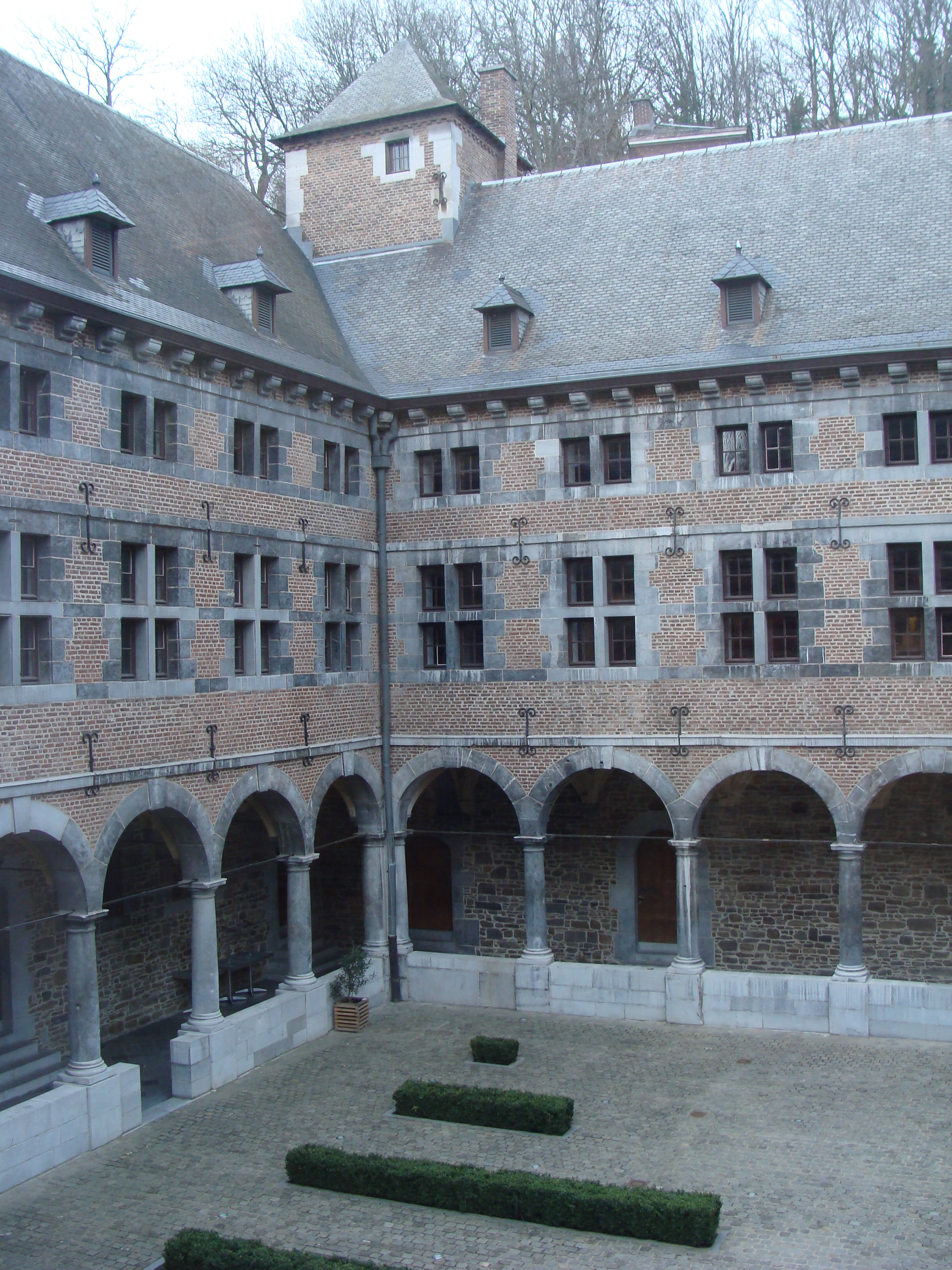
La cour du couvent après rénovation

#### Un nouveau parcours
Les collections sont structurées autour de cinq thèmes : Wallonie(s), (R)Évolutions techniques, Vivre ensemble, Jour après Jour et Vie de l'esprit.
L'utilisation de documents iconographiques et audiovisuels apportent une plus-value à l'ensemble, permettant de replacer mieux qu'avec des mots, chaque objet dans son contexte d'utilisation ou de fabrication.
Ce nouveau parcours est, à plus d'un titre, en rupture avec le précédent : restriction du nombre de pièces exposées, thèmes résolument plus contemporains, mariage du présent et du passé, propos plus interrogatifs, intégration d'une dimension plus politico-historique avec l'espace consacré à l'histoire du Mouvement wallon.

#### Des expositions temporaires qui interrogent la société et font découvrir les collections
Après la réouverture du musée, deux politiques d'expositions temporaires ont été menées de front. La première permet d'envisager des sujets de société plus vastes, contemporains ou non. La seconde offre la possibilité de mettre en valeur des pièces de collection qui n'ont pas trouvé leur place au sein du parcours. Ces expositions sont souvent centrées autour d'une thématique simple.
Depuis 2008, les expositions se sont multipliées au sein de deux espaces distincts : l'un situé dans l'ancienne église Saint-Antoine, l'autre au sein du parcours permanent :
- La marque jeune (2010), conçue et réalisée par le musée d'ethnographie de Neuchâtel, s'interroge sur l'adolescence ;
- Vie de grenier (2009-2011) présente des pièces atypiques, insolites et originales issues des collections ;
- Vertiges de la folie (2012) s'interroge sur les représentations de la folie, reflet des valeurs d'une société ;
- Vie de chapeaux : un chapeau pour chaque tête (2012-2014) propose de découvrir le chapeau, en tant qu'accessoire, mais aussi en tant que reflet de la société ;
- Crimes de sang, une exposition sur la vie (2013), conçue par le musée d'histoire de la ville de Luxembourg, s'interroge sur les affaires criminelles, le meurtre et la valeur de la vie humaine ;
- Home : portraits d'intérieurs (2014-2015) propose des photographies d'intérieurs, comme indicateurs de la vie menée par ses habitants ;
- Liège dans la tourmente (2014-2015) s'interroge sur la vie quotidienne sous l'occupation allemande de la Première Guerre mondiale ;
- Jouet Star (2015-2017) s'intéresse à l'idéologie véhiculée à travers les jeux et jouets donnés aux enfants ;
- Homomigratus, comprendre les migrations humaines (2016) propose une réflexion sur l'émigration et l'immigration au regard de l'histoire, et sur toutes leurs conséquences.

#### De nouveaux systèmes de gestion des collections
Avec la généralisation des outils informatiques au sein de la Province, le musée peut envisager une gestion informatisée des collections. Le système papier est progressivement abandonné au profit d'une gestion avec Microsoft Access, puis d'un nouveau logiciel plus perfectionné. Ce dernier, à court terme, devrait offrir une visibilité en ligne pour les chercheurs et les amateurs. En outre, la numérisation progressive des archives, des journaux, des ouvrages les plus anciens et des archives multimédias sur d'anciens supports, se généralise. Réduire la consultation des documents au profit de la version numérique permet une meilleure conservation des documents.
Dorénavant, le public a également un accès facilité aux collections qui ne sont pas exposées au musée.

## Collections
Le musée possède une collection extrêmement riche et qui touche des domaines très variés. Elle a été patiemment constituée par les équipes successives depuis la création jusqu'à aujourd'hui. Une politique d'acquisition sous forme d'achats, de donations et d'enquêtes-collectes réalisées sur le terrain permet l'actualisation régulière des collections. L'équipe actuelle veille à conserver ces objets et documents dans les meilleures conditions possibles, en employant un matériel adapté.
L'ensemble des archives générales, des archives multimédias et des livres peuvent être consultés depuis le centre de documentation du musée.

### La collection d'objets
La collection d'objets compte environ 100 000 objets parmi lesquels :
- la collection des sculptures de Léopold Harzé ;
- la collection d'astrolabes et de cadrans solaires de Max Elskamp ;
- une collection de moyens de transport comptant entre autres la berline de gala de François-Antoine-Marie de Méan[19], la dernière diligence Ciney-Dinant[20], des motos de la FN Herstal et de Saroléa ;
- des objets de croyances populaires et de dévotion ;
- des collections de vêtements et d'accessoires ;
- des collections de jeux et de jouets ;
- des collections d'enseignes en pierre sculptée ou en bois peint ;
- des collections d'objets agricoles ;
- des collections de médailles ;
- des collections de drapeaux et de bannières ;
- des collections de pièces d'ameublement ;
- une collection de près de six cents marionnettes à tringle ;
- des reproductions et des maquettes à l'échelle ;
- des œuvres encadrées ;
- les collections d'appareils audiovisuels et de communication de Jean-Pierre De Jaegher.

### Les collections d'archives et de livres
Les collections d'archives comptent plusieurs centaines de milliers d'archives, plusieurs dizaines de milliers d'ouvrages, des milliers de titres de revues et de journaux, parmi lesquels :
- des milliers d'affiches illustrées ou non, des placards, des avis ;
- des plans, des schémas, des reproductions illustrées ;
- des caricatures ;
- des partitions musicales en français et en wallon ;
- des lithographies ;
- des correspondances ;
- des cartes postales ;
- des prospectus ;
- des journaux clandestins des Première et Seconde Guerre ;
- une collection des tracts électoraux wallons depuis 1968 ;
- le Fonds Élisée Legros ;
- le Fonds Jean Haust ;
- le Fonds Maurice Piron ;
- une bibliothèque consacrée aux thématiques de prédilection du musée depuis 1913 ;
- l'ensemble de la collection du Fonds d'histoire du Mouvement wallon, fonds conservant tous les documents intéressant la question wallonne ;
- l'ensemble de la collection de la Bibliothèque des dialectes de Wallonie, constituée des fonds de la Société de langue et de littérature wallonnes et du Fonds wallon de la bibliothèque Chiroux.

### Les collections multimédias
Les collections multimédias conservent plusieurs centaines de milliers de clichés sur des supports variés, des films et des sons sur des supports divers, et une importante collection numérique sur serveur. On trouve entre autres dans ces collections :
- les fonds photographiques du Musée, réalisés par les équipes d'enquête du musée ;
- les reportages de Gustave Marissiaux sur la mine (1905) ;
- le Fonds Desarcy-Robyns dont l'agence a réalisé de multiples clichés de la vie liégeoise entre 1950 et 1970 ;
- les films tournés ou acquis par le musée depuis les années 1920 ;
- les sons enregistrés ou acquis par le musée depuis les années 1920 ;
- les enquêtes contemporaines du musée sur des thèmes divers.

### Bien classés
Le musée compte douze biens classés au patrimoine mobilier de la Fédération Wallonie-Bruxelles. Un projet de drapeau wallon ainsi qu'un ensemble de onze instruments scientifiques de la collection Max Elskamp.
| Catégorie           | Sous-catégorie | Nom du bien                                                                                     | Datation                                               | Illustration |
| ------------------- | -------------- | ----------------------------------------------------------------------------------------------- | ------------------------------------------------------ | ------------ |
| Ethnologie          |                | Projet de drapeau wallon au coq de Paulus                                                       | 1912                                                   |              |
| Sciences Techniques | Industrie      | Astrolabe stéréographique septentrional et astrolabe de Rojas, Lambert Damery (pour la gravure) | vers 1610                                              |              |
| Sciences Techniques | Industrie      | Astrolabe stéréographique septentrional et astrolabe de Rojas, Ignazio Danti                    | vers 1575                                              |              |
| Sciences Techniques | Industrie      | Astrolabe stéréographique septentrional, Ibrâhîm Al-Mufti                                       | 1707                                                   |              |
| Sciences Techniques | Industrie      | Cadran horizontal universel, Nicolaus Rugendas ou Nicolaus Rugendas le Jeune                    | XVIIe siècle ou 1re moitié du XVIIIe siècle            |              |
| Sciences Techniques | Industrie      | Cadran triptyque universel (dit de Nuremberg), attribué à Hans Tucher                           | 2de moitié du XVIe siècle ou 1er quart du XVIIe siècle |              |
| Sciences Techniques | Industrie      | Cadran diptyque universel (dit de Nuremberg), attribué à Paulus Reinman                         | 2de moitié du XVIe siècle ou début du XVIIe siècle     |              |
| Sciences Techniques | Industrie      | Nocturlabe, inconnu                                                                             | 1584                                                   |              |
| Sciences Techniques | Industrie      | Cadran équinoxial universel (dit d’Augsbourg), Johann Willebrand Augspurg                       | 1er quart du XVIIIe siècle                             |              |
| Sciences Techniques | Industrie      | Cadran équinoxial (dit d’Augsbourg), Johann Willebrand Augspurg                                 | 1er quart du XVIIIe siècle                             |              |
| Sciences Techniques | Industrie      | Astrolabe stéréographique septentrional, inconnu                                                | probablement de la fin du XIIe siècle                  |              |
| Sciences Techniques | Industrie      | Nécessaire astronomique, Christofferus Schisler                                                 | 1555                                                   |              |

## Publications
Liste des publications éditées par le musée de la Vie wallonne :
- Des collections pour dialoguer : musée, identité, modernité : actes du colloque international de Liège 2001, musée de la Vie wallonne, 2002, 136 p.
- Alain Colignon, Dictionnaire des saints et des cultes populaires de Wallonie : histoire et folklore, musée de la Vie wallonne, 2003, 624 p.
- Vers une symbolique wallonne, musée de la Vie wallonne, 2006, 112 p.
- Guide du visiteur, musée de la Vie wallonne - Province de Liège, 2011
- Jules Destrée, la lettre au roi et au-delà : 1912-2012 : actes du colloque d'avril 2012, musée de la Vie wallonne - Institut Jules Destrée, 2013, 228 p.
- 100 fragments d'histoires, musée de la Vie wallonne - Province de Liège, 2014, 239 p.
- Le musée d'ethnographie : entre continuité et renouvellement : 26 et 27 février 2013, actes du colloque, musée de la Vie wallonne, 2014, 213 p.
- Virelangues en langues de Wallonie, musée de la Vie wallonne, 2014, 47 p.
- Vincent Genin, La mort du militantisme wallon : quand le coq rentre au poulailler, 1958-1963, musée de la Vie wallonne, 2014, 110 p.
- Catherine Lanneau et Francis Balace, La Wallonie entre le coq et l'aigle : regards croisés XIXe – XXIe siècles, musée de la Vie wallonne, 2014, 46 p.
- Contes en langues de Wallonie, musée de la Vie wallonne - Éditions de la Province de Liège, 2016, 78 p.
- Émile Meurice, Èvôye, apprendre le wallon liégeois en s'amusant, musée de la Vie wallonne - Éditions de la Province de Liège, 2016, 183 p.
- Migrants parmi les migrants, musée de la Vie wallonne - Éditions de la Province de Liège, 2016, 5 vol.

Catalogues d'expositions depuis 2000 :
- Halloween - passage, 2001, 167 p.
- Femmes : entre silences et éclats, 2002, 3 vol.
- Une journée en émaillés, 2003, 16 p.
- Gratia Dei, 2005, 16 p.
- Vie de grenier, 2009, 107 p.
- Vertiges de la folie, 2012, 100 p.
- Une vie de chapeaux : un chapeau pour chaque tête, 2012, 141 p.
- Crimes de sang : une exposition sur la vie, 2013, 139 p.
- Jouet Star, 2016, 141 p.

## Décoration
- Officier du Mérite wallon (O.M.W.) (2013)